# Wacław Rapak
Wacław Rapak (ur. 13 grudnia 1952) – polski romanista, profesor nauk humanistycznych, profesor nadzwyczajny Uniwersytetu Jagiellońskiego i profesor nadzwyczajny Państwowej Wyższej Szkoły Zawodowej w Tarnowie i prorektor (w latach 2008–2015) tej uczelni.

## Życiorys
Uczęszczał do liceum w Bytomiu, gdzie uczył się języka francuskiego. Został absolwentem Uniwersytetu Jagiellońskiego. Doktorat obronił w 1987, a w 2005 uzyskał habilitację. W 2016 otrzymał tytuł profesora nauk humanistycznych. W latach 2008–2015 pełnił funkcję prorektora ds. ogólnych Państwowej Wyższej Szkoły Zawodowej w Tarnowie. Następnie został dyrektorem Instytutu Filologii Romańskiej UJ. 
Obszar jego zainteresowań naukowych stanowi literatura francuska współczesna.
Jest Kawalerem Orderu Palm Akademickich (2003). Odznaczony został Srebrnym Krzyżem Zasługi (2005).